# George Barron
George Ward Barron (1883–1961) là một cầu thủ bóng đá người Anh thi đấu ở vị trí tiền vệ chạy cánh. Sinh ra ở Darlington, ông có 1 lần ra sân tại Football League First Division cho Sheffield Wednesday năm 1903.